# Кадашман-Гарбе I
Кадашман-Гарбе I (д/н — бл. 1390 до н. е.) — цар Вавилону близько 1415—1390 до н. е. Ім'я перекладається як «Він вірить у Гарбе».

## Життєпис
Походив з Каситської (III Вавилонської) династії. Син царя Караіндаша I. Посів трон близько 1415 року до н. е. або дещо пізніше. Продовжив політику батька щодо збереження миру з сусідами. Водночас для стримання амбіцій Мітанні дотримувався союзу з єгипетським фараоном Аменхотепом II. Можливо в спільних діях з останнім захопив місто Біруті у Мітанні.
Втім головною загрозою стали племена амореїв-сутіїв. Близько 1400 року до н. е. у запеклій битві поблизу Уруку вавилонський цар знищив сутійські племена ямутбала, ідамарац, біні-яміна.
Також за наказом Кадашман-Харбе I було прорито канал від річки Діяла поблизу міста Дініктум в центральній Месопотамії. Деякі дослідники ототожнюють його з каналом Тель-Мухаммед.
Сприяв відновленню культурного життя в місті Ніппур, де знову почали складати історичні хроніки. Помер до 1390 року до н. е. Йому спадкував син Курігальзу I.